# Pluralis Majestatis
Der Pluralis Majestatis (lat. „Mehrzahl der Hoheit“) wird verwendet, um eine Person, z. B. einen Herrscher, als besonders mächtig oder würdig auszuzeichnen. Teilweise bezeichnet sich die Person auch selbst so, indem sie von sich im Plural spricht. Ausdrücke, die im Pluralis Majestatis stehen, werden immer großgeschrieben.
Bei Monarchen oder anderen Autoritäten, wie Päpsten (bis Paul VI.) spielt die Vorstellung eine Rolle, dass sie für ihre Untertanen beziehungsweise Untergebenen sprechen oder zu sprechen glauben. Möglicherweise geht dieser Gebrauch des Plurals auf die Römische Tetrarchie seit dem Jahre 293 mit ihren zwei Senior- und zwei Juniorkaisern zurück.
Bei Adeligen und Würdenträgern war und ist der Plural in der Selbstbezeichnung zu amtlichen Anlässen üblich (zum Beispiel: „Wir, Benedictus PP. XVI, im dritten Jahr Unseres Pontifikates …“ oder „We, Elizabeth II., by the Grace of God …“). Aber auch in der deutschen Alltagssprache ist das Siezen als eine Form des Pluralis Majestatis erhalten geblieben, indem grundsätzlich im Plural mit dem Gegenüber gesprochen wird (Beispiel: „Sie haben recht“ statt „du hast recht“).

## Formen des soziativen Plurals im Lateinischen und in modernen Sprachen
Bei der grammatischen Analyse der lateinischen Sprache verwenden Hofmann-Szantyr die Benennung „soziativer Plural“ für die Bezeichnung von Einzelpersonen im Plural.
Dabei unterscheiden die beiden Autoren gleich mehrere Varianten:
(1) Pluralis inclusivus:
(1.1) Der Sprecher schließt die eigene Person in eine fremde Handlung bzw. des Gesprächspartners in die eigene Handlung (Pluralis auctoris, „Autorenplural“) ein; z. B. Caesar, Bellum Gallicum 2,1,1: ut supra demonstravimus („wie wir oben gezeigt haben“), um einen engeren Kontakt mit dem Gegenüber herzustellen (im Sinne einer captatio benevolentiae) oder
(1.2) um einfach die eigene Person zurückzustellen (Pluralis modestiae [„Plural der Bescheidenheit“], „eine oft mit Unrecht für alle hier in Rede stehenden Arten der Lizenz verwendete Bezeichnung“).
Einen Wechsel zwischen ego („ich“) und nos („wir“) (meist ohne ersichtlichen Grund) gibt es häufig bei Catull, in Ciceros Briefen, bei Sallust, Tibull, Properz und später auch bei Martial, häufig bei Tacitus.
Für die konkrete Interpretation sind Hofmann-Szantyr skeptisch: „Die Beurteilung im einzelnen ist oft schwierig, doch wird zuerst wohl die mechanisch-stilistische Ausbreitung (viele Fälle muten formelhaft an) eine Rolle gespielt haben; der Versuch, die psychologischen Motive, die zweifellos für die Wahl dieser Plural wesentlich sind (daher auch 'Pluralis affectus‘ [„Plural des Affekts“]), für jeden einzelnen Fall zu ergründen, wird stets ein mehr oder weniger subjektives Rätselraten bleiben.“
Mit Blick auf den rein soziativen Plural nennen Hofmann-Szantyr zwei weitere Varianten:
(2) Pluralis maiestatis / Pluralis dignitatis (Plural der Majestät / der Würde): Er bezieht sich auf den Redenden selbst, z. B. iudicamus („wir urteilen“), permittimus („wir erlauben“), decernimus („wir entscheiden“), nostra serenitas („unsere Hoheit“) usw. Der Pluralis maiestatis tritt in offiziellen Kaisererlassen seit Gordianus III. (238–244) auf. Sein Ursprung ist – so Theodor Mommsen – in dem fast regelmäßigen Zusammenregieren von zwei oder drei Kaisern zu suchen. „Erst seit dem Anfang des 5. Jh. ist es reiner Pluralis der Würde. Ähnlich schon viel früher in den Briefen der römischen Bischöfe (seit Ende des 1. Jh. […]), und zwar, wenn das geistliche Oberhaupt im Namen der ganzen Bruderschaft schrieb; daher oft der eigentümliche Wechsel zwischen ego und nos, je nachdem, ob der Brief im eigenen Namen oder im Namen der Gemeinschaft verfaßt war; diese Differenzierung konnte schwerlich stets konsequent beachtet werden, so zeigt denn auch bereits der Gebrauch in den Briefen Cyprians, wo Sing. und Plur. ohne ersichtlichen Unterschied nebeneinander verwendet werden, daß hier allmählich eine gewisse Mechanisierung ein getreten war; diese mag vielleicht spezifisch mit christlichen Faktoren zusammenhängen […], von einem reinen Pluralis dignitatis, wie er voll entwickelt bei Leo dem Großen vorliegt, kann bei Cyprian nicht gesprochen werden.“
(3) Pluralis reverentiae („Plural der Ehrerbietung“): Er bezieht sich auf den Angeredeten und stellt zuerst wohl nur eine Umdrehung des Pluralis maiestatis dar. Er tritt vollausgebildet zuerst in den Briefen des Quintus Aurelius Symmachus auf; seine Vorläufer im klassischen Latein, z. B. Ovid, Tristien 2, 65: vestri ... nominis („eures Namens“) [von Augustus], fassen in Gedanken die Umgebung des Herrschers mit ein. Seitdem bleibt der Pluralis reverentiae im konventionellen Brief- und Urkundenstil, aber auch in der Alltagssprache, und zwar übergreifend mehr oder weniger bis zu Zeiten der Renaissance in Gebrauch.